# Katrina (téléfilm)
Pour les articles homonymes, voir Katrina.
Pour plus de détails, voir Fiche technique et Distribution.
Katrina (When the Levees Broke : A Requiem in Four Acts) est un téléfilm documentaire américain réalisé par Spike Lee et diffusé en deux parties sur la chaîne américaine HBO en 2006. Il est ensuite présenté dans divers festivals (Mostra de Venise 2006, festival international du film de Toronto 2006, ...).
En France, le documentaire est diffusé en septembre 2007 sur Canal+.

## Synopsis
Un an après la catastrophe liée au passage de l’ouragan Katrina, le réalisateur Spike Lee revient sur les lieux de la catastrophe et montre des images assez inhabituelles de l'Amérique. Engagé politiquement, il interroge les témoins de la catastrophe, les victimes, les secouristes, tous ceux touchés de près ou de loin par la catastrophe, et livre des images d'archive. Il tend à pointer du doigt des services publics, totalement incompétents devant l'ampleur de la catastrophe.

## Fiche technique
Sauf indication contraire, les informations mentionnées dans cette section peuvent être confirmées par la base de données cinématographiques IMDb,  présente dans la section « Liens externes ».
- Titre original : When the Levees Broke : A Requiem in Four Acts
- Titre français : Katrina
- Réalisation : Spike Lee
- Photographie : Cliff Charles
- Montage : Geeta Gandbhir, Nancy Novack et Barry Alexander Brown
- Musique : Terence Blanchard
- Production : Spike Lee et Sam Pollard

Productrice déléguée : Sheila Nevins
- Sociétés de production : HBO et 40 Acres & A Mule Filmworks
- Sociétés de distribution : HBO (TV, États-Unis), Canal+ (TV, France)
- Budget : n/a
- Pays d'origine :  États-Unis
- Langue originale : anglais
- Format : couleur - 1.78:1
- Genre : documentaire
- Durée : 255 minutes
- Dates de sortie[2] :
  -  États-Unis : 16 août 2006 (avant-première à La Nouvelle-Orléans)
  -  États-Unis : 21 août 2006 (diffusion TV - 1re partie)
  -  États-Unis : 22 août 2006 (diffusion TV - 2e partie)
  -  France : 10 septembre 2007 (diffusion TV - 1re partie)
  -  France : 11 septembre 2007 (diffusion TV - 2e partie)

## Distribution
Sauf indication contraire, les informations mentionnées dans cette section peuvent être confirmées par la base de données cinématographiques IMDb,  présente dans la section « Liens externes ».
- Glen David Andrews, musicien
- John M. Barry, auteur et membre de la Southeast Louisiana Flood Protection Authority
- Harry Belafonte, acteur et chanteur
- Terence Blanchard, musicien jazz[3]
- Kathleen Blanco, gouverneur de Louisiane
- Douglas Brinkley, professeur d'Histoire à l'université Tulane
- Karen Carter, politicienne de La Nouvelle-Orléans et membre de la Législature d'État de Louisiane
- Louella Givens, représentant du second district du Louisiana Board of Elementary and Secondary Education
- Cynthia Hedge-Morrell, membre du conseil municipal de La Nouvelle-Orléans
- Donnell Herrington, survivant d'une fusillade post-Katrina à Algiers Point (en)[4]
- Mary Landrieu, sénateur de Louisiane
- Mitch Landrieu, lieutenant-gouverneur de la Louisiane
- Dr. Calvin Mackie, membre de la faculté de l'université Tulane, fondateur de Channel Zero et membre de Louisiana Recovery Authority
- Wynton Marsalis, musicien
- Dr. Hassan Mashriqui, chercheur de l'université d'État de Louisiane
- Marc Morial, ancien maire de La Nouvelle-Orléans, PDG de National Urban League
- Arthur Morrell, politicien de La Nouvelle-Orléans et membre de la Législature d'État de Louisiane
- Ray Nagin, maire de La Nouvelle-Orléans
- Soledad O'Brien, journaliste de télévision
- Sean Penn, acteur et activiste
- Wendell Pierce, acteur de La Nouvelle-Orléans
- Garland Robinette, journaliste et animateur radio de La Nouvelle-Orléans
- Junior Rodriguez, président du conseil de la Paroisse de Saint-Bernard
- Le révérend Al Sharpton, activiste des droits civils
- Dinerral Shavers, musicien
- Ivor van Heerden, directeur-adjoint du Louisiana State University Hurricane Center
- Kanye West, rappeur et producteur
- Phyllis Montana LeBlanc, résident de New Orleans East

## Commentaire
Le titre du documentaire reprend le titre de la chanson When the Levee Breaks écrite par Memphis Minnie et Kansas Joe McCoy pour la grande crue du Mississippi de 1927.